# Kanton Marseille-Le Camas
Der Kanton Marseille-Le Camas war von 1886 bis 2015 ein französischer Wahlkreis im Arrondissement Marseille, im Département Bouches-du-Rhône und in der Region Provence-Alpes-Côte d’Azur. Die landesweiten Änderungen in der Zusammensetzung der Kantone brachten im März 2015 seine Auflösung.
Er umfasste Teile des 5. Arrondissements von Marseille mit den Stadtteilen:

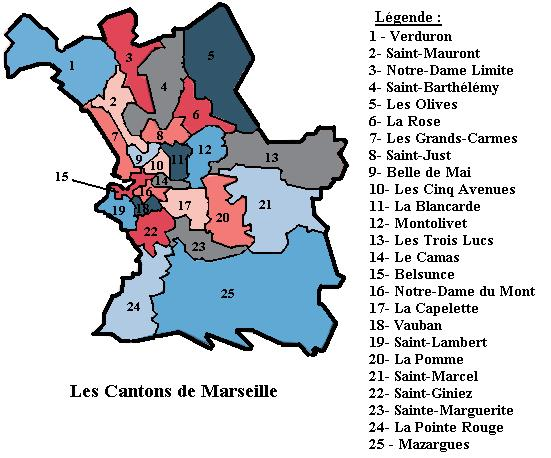
Die Kantonsaufteilung von Marseille bis zum Jahr 2015

- Le Camas
- La Conception
- Saint-Pierre